# Уманська Яма
Уманська яма — урочище, розташоване в західній частині міста Умань.
Під час битви під Уманню в оточення потрапили 6-та та 12-та радянські армії. У серпні 1941 року радянських полонених вояків 6-ї та 12-ї армій з урочища Зелена Брама, що знаходиться біля села Підвисоке Новоархангельського району Кіровоградської області, були відправлені до 16-го армійського пересильного пункту, відомого, як «Уманська яма», що був створений гітлерівцями поблизу міста Умань, Київської (нині — Черкаської) області. Німці ж у своїх архівних документах називали його «шталаг № 349». Це був один із перших нацистських концентраційних таборів на території України. За даними німецького командування на 14 серпня 1941 року в Уманському таборі знаходилось 50 000 радянських військовополонених (за іншими даними до 70 000).
Найжахливіша доля чекала поранених та хворих бійців Червоної Армії: вони були приречені на смерть від ран, хвороб, антисанітарії, голоду, спраги. Відповідно до звернення лікарів, що поділяли з полоненими всі жахи полону, комендант пересильного пункту дозволив розмістити лазарети для лікування військовополонених за межами пересильного пункту. Таким чином, починаючи з першої половини серпня 1941 року до жовтня 1943 року в Умані існували німецькі лазарети для хворих та поранених радянських військовополонених.
Надія на одужання, а потім визволення з неволі не залишала поранених та хворих бійців, однак подальша доля у тих, які одужали, різна: далеко не всі дійшли живими до переможного травня 1945 року. Тисячі бранців знайшли свій останній земний притулок в уманській землі. Найбільше поховання військовополонених знаходиться поблизу Національного дендрологічного парку «Софіївка». Військові лікарі лазарету № 3 у великій таємниці, під загрозою смертної кари, залишали померлим побратимам останню надію на безсмертя: у кожну братську могилу закладали закорковану пляшку, куди вкладали списки із занотованими даними про небіжчиків. З жовтня 1941 року по червень 1943 року ні одне поховання не було безіменним!!!
У травні 1944 року Державна комісія працювала на братському кладовищі лазарету № 3 та визначила, що дійсно, ідентифіковані тіла — це рештки радянських воїнів, військовополонених німецького табору. Комісія відшукала у могилах пляшки зі списками про покійних бранців, проаналізувала та заховала їх, призначивши гриф «Таємно». Рідні померлих декілька десятиліть навіть і не здогадувались про місце поховання своїх близьких.
«Важким випробуванням для жителів міста стала німецько-радянська війна. Уманська оборонна операція була однією з трагічних сторінок початкового періоду війни. Тисячі військовополонених були замучені в концтаборі „Уманська яма“. Нацисти розстріляли 12 тисяч жителів міста, декілька тисяч вивезли на примусові роботи до Німеччини. Місто зазнало значних руйнувань»[джерело?]. На околиці міста, в Сухому Яру, німці розстріляли понад 13 000 євреїв.